# Björn Åkermark
Björn Åkermark, född 1933, är en svensk kemist.
Åkermark tog 1957 civilingenjörsexamen vid Kungliga Tekniska högskolan (KTH), där han hos Holger Erdtman disputerade för doktorsgrad 1967 på en doktorsavhandling om ämnen från lavar. 1980 blev han själv professor i organisk kemi vid KTH. Efter sin pensionering från KTH har han på deltid varit gästprofessor vid Stockholms universitet, där han leder ett forskningsprojekt tillsammans med Licheng Sun.
Åkermarks forskning har framför allt gällt metallorganisk kemi och artificiell fotosyntes.